# Berg (bei Ahrweiler)

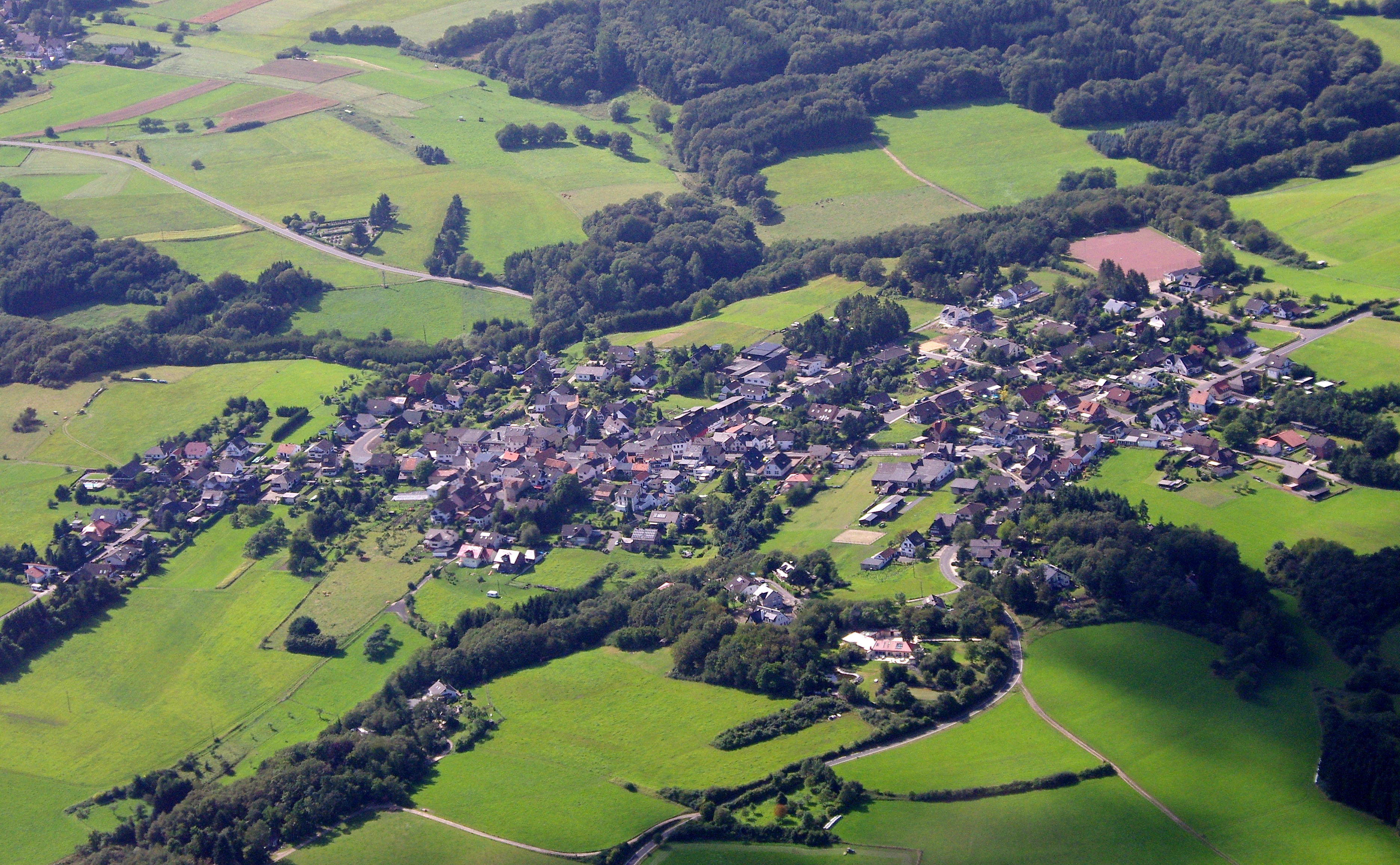
Luftbild

Berg ist eine Ortsgemeinde im Landkreis Ahrweiler in Rheinland-Pfalz. Sie gehört der Verbandsgemeinde Altenahr an.

## Gemeindegliederung
Ortsteile sind Berg, Freisheim, (Ober- und Unter-)Krälingen, Häselingen, Vellen und Vischel. Zur Gemeinde gehören auch die Wohnplätze Forsthaus Vilma Höhe und Weißerath.

## Geschichte
Die erste urkundliche Erwähnung des Ortsteils Vischel erfolgte 893 im Prümer Urbar.
Bevölkerungsentwicklung
Die Entwicklung der Einwohnerzahl der Gemeinde Berg, die Werte von 1871 bis 1987 beruhen auf Volkszählungen:
| Jahr | Einwohner |
| ---- | --------- |
| 1815 | 450       |
| 1835 | 581       |
| 1871 | 561       |
| 1905 | 689       |
| 1939 | 824       |
| 1950 | 833       |
| 1961 | 816       |

| Jahr | Einwohner |
| ---- | --------- |
| 1970 | 920       |
| 1987 | 1.162     |
| 1997 | 1.430     |
| 2005 | 1.479     |
| 2011 | 1.329     |
| 2017 | 1.256     |
| 2022 | 1.313     |

## Politik

### Bürgermeister
Erwin Kessel (CDU) wurde 1992 Ortsbürgermeister von Berg. Bei der Direktwahl am 26. Mai 2019 wurde er mit einem Stimmenanteil von 67,63 % für weitere fünf Jahre in seinem Amt bestätigt. Zur Kommunalwahl am 9. Juni 2024 trat Kessel nicht mehr an.
Zum neuen Bürgermeister wurde Benedikt Knoche (parteilos) gewählt, der ohne Gegenkandidaten 62,6 % der Stimmen erhielt.

### Wappen
Das Wappen zeigt sechs Eichenblätter in Blau und Gold, die unter dem schwarzen kurkölnischen Balkenkreuz angeordnet sind. Diese weisen auf die sechs Ortsteile Bergs hin.

## Bildung
- Vischeltalschule
- Schullandheim Freisheim

## Kulturdenkmäler
Siehe: Liste der Kulturdenkmäler in Berg